# Бурижо, Бенжамен
Бенжаме́н Бурижо́ (фр. Benjamin Bourigeaud; род. 14 января 1994, Кале) — французский футболист, полузащитник клуба «Аль-Духаиль».

## Карьера
Бурижо начинал карьеру в юниорских командах «Кале Бо-Маре» и «Кулонь» из его родного города, после чего переехал в академию «Ланса» в 2005 году. В 2013 году Бурижо стал регулярно участвовать в тренировках со взрослой командой, а 11 ноября дебютировал за неё в матче Лиги 2 против «Ньора» (2:2). В декабре 2013 года он подписал первый профессиональный контракт с «Лансом» на три года. В сезоне 2013/14 он сыграл 16 матчей в чемпионате и помог команде подняться в Лигу 1. Бурижо становился ещё более важным игроком «Ланса» в сезоне 2014/15, в 11-м туре в ворота «Тулузы» (2:0) забил первый мяч за клуб, но в марте 2015 года получил травму плюсневой кости и выбыл до конца сезона. В двух последующих сезонах Бурижо стал основным игроком «Ланса», отыграв 65 матчей в Лиге 2.
14 июня 2017 года Бурижо перешёл в «Ренн», подписав контракт на четыре года. 5 августа он дебютировал за новый клуб в матче Лиги 1 против «Труа» (1:1), а шестью днями позже забил первый мяч за «Ренн» в ворота «Лиона» (1:2). Его гол в ворота «Сент-Этьена» (2:2) 24 сентября стал 2900-м голом «Ренна» в истории выступлений клуба в Лиге 1. Бурижо сходу стал основным игроком команды, забив десять мячей в 37 матчах лиги, и помог ей выйти в Лигу Европы. Первый гол в еврокубках Бенжамен забил в домашнем матче 1/8 финала Лиги Европы 2018/19 в ворота «Арсенала» (3:1).
10 декабря 2019 года Бурижо продлил контракт с «Ренном» до 2023 года. После третьего места по итогам сезона 2019/20 Бурижо дебютировал в Лиге чемпионов в домашнем матче первого тура группового раунда против «Краснодара» (1:1).

## Достижения
«Ренн»
- Обладатель Кубка Франции: 2018/19